# Метеорологічне бюро (Велика Британія)
Met Office (en: The Meteorological Office, кириліз.: Зе Метеорологічний Офіс, дос. «Метеорологічний офіс»), скорочено Met Office — є національною метеорологічною службою Великої Британії. Він надає послуги, пов’язані з погодою та кліматом, уряду, бізнесу, екстреним службам і громадськості.
Метеорологічний офіс є виконавчим агентством, яке підтримується Міністерством науки, інновацій та технологій Великої Британії. 

## Історія
1 квітня 1854 році віце-адмірал Роберт Фіц-Рой заснував Метеорологічний офіс.
Фіц-Рой вже був добре відомий як капітан корабля HMS Beagle, що здійснив знамениту подорож навколо світу. Він став засновником науки про прогнозування погоди, яка є основою сучасних методів прогнозування.
Метеорологічний офіс був створений з метою вивчення морської кліматології. Це дослідження сприяло підвищенню безпеки життя та збереження майна на морі. Навіть Королева Вікторія отримувала персональні прогнози погоди від адмірала Фіц-Роя, першого директора, для своєї трьохмильної подорожі через Солент до острова Вайт.
У жовтні 1859 року, після аварії корабля «Royal Charter», Роберт Фіц-Рой наполягав на необхідності отримання прибережних спостережень. Ці спостереження стали основою для нової служби штормових попереджень, яка почала функціонувати на початку 1861 року.
Цей прогноз, відомий як прогноз для мореплавства (англ. shipping forecast, дос. «Прогноз для мореплавства»), вважається найстарішою національною службою прогнозування у світі.
Фіц-Рой знав, що погода цікавить не лише мореплавців, але й широку громадськість. Після написання першого публічного прогнозу погоди на 31 липня 1861 року, у серпні 1861 року він заснував службу публічного прогнозу погоди.
Після смерті Фіц-Роя у 1865 році управління Метеорологічним офісом перейшло до Королівського товариства, яке керувало установою до 1905 року. У цей період значно розвинулись синоптичне прогнозування (термін, введений Фіц-Роєм) та мережа спостережень.
Метеорологічний офіс заснував обсерваторію на вершині гори Бен-Невіс, яка функціонувала цілий рік до 1904 року.
Метеорологічний офіс бере участь у військовому прогнозуванні з часів Першої світової війни. Перший оперативний військовий прогноз був зроблений 24 жовтня 1916 року. Мабуть, найважливішими прогнозами в історії були ті, що використовувалися у дні перед висадкою в Нормандії у червні 1944 року.

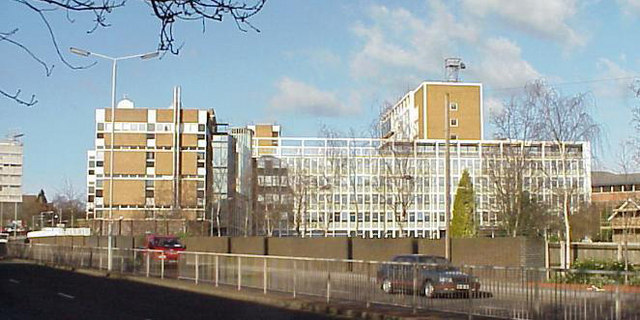
Попередня будівля штаб-квартири Метеорологічного офісу, вид із Лондон Роуд.

Сьогодні мобільний метеорологічний підрозділ Метеорологічного офісу продовжує підтримувати збройні сили Великої Британії в будь-якій точці світу.
Прогнозування погоди зробило великий крок уперед у 1922 році, коли науковець Метеорологічного офісу Льюїс Фрай Річардсон опублікував новаторську роботу, в якій досліджував використання математики та фізики для складання прогнозів погоди. Ця робота заклала основу для чисельного прогнозування погоди (NWP). Однак минули десятиліття, перш ніж винахід комп'ютерів дозволив втілити ці теорії в практику.
Метеорологічний офіс придбав свій перший комп'ютер у 1959 році. Оперативні прогнози погоди, засновані на NWP, почали складатися через шість років, у 1965 році.
У 1962 році королева відкрила спеціально побудований метеорологічний центр у Бракнеллі з першим електронним комп'ютером для надання прогнозів за допомогою нових чисельних методик. Протягом років у Бракнеллі Метеорологічний офіс впровадив перші супутникові зображення погоди, перший суперкомп'ютер і розпочав міжнародну співпрацю в галузі прогнозування погоди.
Єдина модель, яка забезпечує безперервне моделювання погоди та клімату, була впроваджена у 1991 році. Це сталося через рік після заснування Центру кліматичних наук і послуг імені Хедлі.

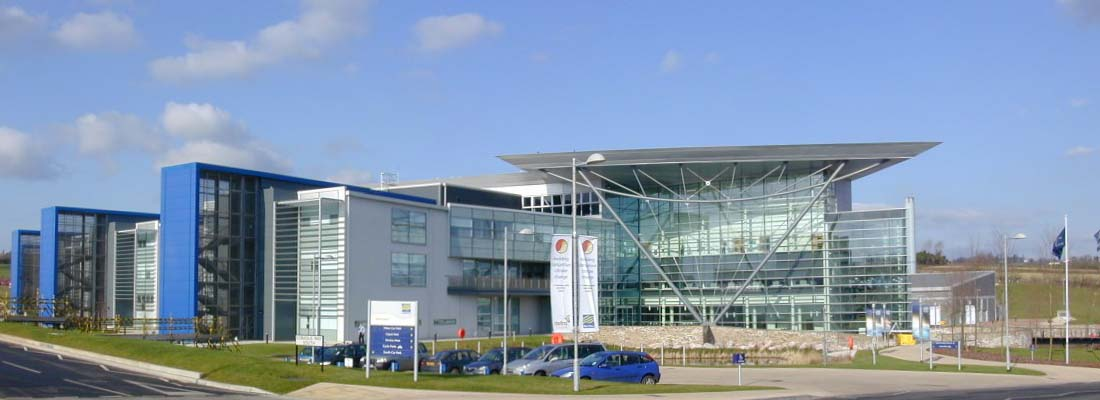
Будівля штаб-квартири 2003 року на околиці Ексетера.

У 2000 році персонал Метеорологічного офісу голосував за місце для переїзду — серед інших можливих міст були Норвіч, Редінг і Брекнелл. Ексетер виявився найпопулярнішим, і після врахування інших міркувань та складних переговорів з міською радою, уряд оголосив у листопаді 2000 року, що Ексетер стане новим місцем розташування Метеорологічного офісу. Роботи почалися 1 листопада 2001 року по будівництву сучасного центру прогнозування погоди, для проектування якого було обрано фірму Broadway Malyan. Консорціум Costain, Skanska і Group 4 Falk отримав контракт на будівництво та експлуатацію нової будівлі протягом 15 років за вартістю £150 мільйонів. Було побудовано два зали для суперкомп'ютерів, енергетичний центр, бібліотеку та приміщення для конференцій. Перший зал комп'ютерів був переданий у грудні 2002 року, а установка комп'ютерних систем розпочалася в січні 2003 року. Перші співробітники з Брекнелла переїхали до нової будівлі в червні 2003 року, а новий Метеорологічний офіс офіційно відкрився 18 грудня 2003 року. Це був захоплюючий час для Ексетера з переїздом 1150 співробітників разом з їхніми родинами та створенням нових робочих місць для місцевих жителів.
У 2007 році був заснований Центр прогнозування повеней, а у 2014 році відкрито Центр операцій з космічної погоди Метеорологічного офісу.
Суперкомп'ютери дозволили досягти значних успіхів у науці про погоду та клімат. Система суперкомп'ютерів Cray XC40 Метеорологічного офісу є однією з найпотужніших у світі, що спеціалізується на прогнозуванні погоди та клімату. Вона була введена в експлуатацію у 2016 році і приблизно в п’ятнадцять разів перевершує свого попередника. Ця інфраструктура дозволила Великій Британії залишатися світовим лідером у високопродуктивних обчисленнях у галузі погоди, клімату та екології.

## Вплив
Вплив Метеорологічного офісу відчутний на регіональному, національному та міжнародному рівнях. Експертиза та інформація охоплюють широкий спектр суспільства, підтримуючи прийняття рішень сьогодні і в майбутньому.
Окрім надання Публічної служби прогнозування погоди (PWS), чий метеорологічний, кліматологічний та супутні сервіси становлять основу більшості результатів, також забезпечується:
- Національна служба попередження про сувору погоду (англ. National Severe Weather Warning Service), яка надає заздалегідь попередження про критичні погодні явища для забезпечення безпеки людей.
- Спеціалізовані прогнози та консультації для оборонного сектора Великої Британії, які допомагають у плануванні навчань та операцій.
- Підтримка цивільних надзвичайних ситуацій у Великій Британії, надаючи рекомендації центральному уряду та місцевим групам стійкості для покращення резилієнтності.
- Сезонні поради та попередження, такі як прогнози про пилок, забруднення та UV-індекс, що допомагають людям приймати кращі рішення для себе та інших.
- Регуляторна погодна інформація для авіаційного сектора Великої Британії, що сприяє безпечній та ефективній роботі сектора. Met Office є постачальником метеорологічних послуг, призначеним Управлінням цивільної авіації (CAA), з різноманітними послугами, що охоплюють весь сектор.[5]
- Консультації та підтримка з адаптації до зміни клімату та пом’якшення її наслідків для уряду, ключових постачальників національної інфраструктури, промисловості та інших організацій, допомагаючи адаптуватися до та пом'якшити наслідки зміни клімату.
- Центр космічної погоди, який працює з міжнародними партнерами над розробкою точних прогнозів космічної погоди.
- Надання відкритих і спеціалізованих даних, прогнозів та інших послуг для уряду, комерційних і приватних користувачів.

## Зовнішні посилання
- Met Office офіційний сайт

- Канал Метеорологічне бюро на YouTube
- Метеорологічне бюро у соцмережі «Твіттер»